# Pakong (Pakong)
Pakong is een bestuurslaag in het regentschap Pamekasan van de provincie Oost-Java, Indonesië. Pakong telt 6335 inwoners (volkstelling 2010).